# Джанин Къминс
Джанин Къминс (на английски: Jeanine Cummins) е американска редакторка и писателка на произведения в жанра белетристична драма и мемоари.

## Биография и творчество
Джанин Кристен Къминс е родена на 6 декември 1974 г. в американската военноморска база в Рота, Испания, където баща ѝ служи във флота на САЩ, а майка ѝ е медицинска сестра. Отраства в Гейтърсбърг. Следва английска филология и журналистика в университета Тоусън. След дипломирането си прекарва две години като барман в Белфаст, Северна Ирландия. През 1997 г. се връща в САЩ, живее в Куинс, и в продължение на 10 години работи като редактор в „Penguin Books“ в Ню Йорк.
Първата ѝ книга „A Rip in Heaven“ (Почивай в мир в небето) е издадена през 2004 г. Тя представя историята на нейните братовчедки Джули и Робин Кери и брат ѝ Том, които са нападнати на моста „Chain of Rocks Bridge“ на река Мисисипи извън Сейнт Луис от трима афроамериканци и един бял мъж. Двете момичета са изнасилени, убити и хвърлени в реката, а Том е ранен, но успява да избяга и да потърси помощ. И това е само началото на кошмара за семейството ѝ. Книгата става бестселър в списъка на „Ню Йорк Таймс“.
Първият ѝ роман „The Outside Boy“ (Външното момче) е издаден през 2010 г. Действието се развива през 1950 г. в Ирландия, където Кристофър, момче от цигански произход, търси пътя в живота си, сблъсквайки се с презрението на хората към малцинствата и тяхната култура.
Във втория си роман „The Crooked Branch“ (Кривият клон) от 2013 г. представя историята на млада майка от Куинс, която се бори със следродилната депресия и трудностите на родителството, и на млада ирландка, също майка, която търси начини за достоен живот за семейството си по време на големия глад в Ирландия в периода 1845 – 1849 г..
Големият си литературен пробив прави с романа „Изхвърлени в Америка“ от 2020 г. Той разказва за майка и син, Лидия и Лука, принудени да напуснат своя дом след наказателна акция на новонастанил се в мексиканския град Акапулко картел, убил семейство им, а те поемат към спасението си в САЩ. Книгата става бестселър, но получава и критика за стереотипното представяне на мексиканците в романа, вкл. от писателката от мексикански произход Мириам Гурба.
Съпругът ѝ е ирландец, който в продължение на 10 години е бил незаконно пребиващ в САЩ. Имат две деца.
Джанин Къминс живее със семейството си в Найак, щат Ню Йорк.

## Произведения

### Самостоятелни романи
- The Outside Boy (2010)
- The Crooked Branch (2013)
- American Dirt (2020)
Изхвърлени в Америка, изд. „ICU“ (2020), прев. Надежда Розова

### Документалистика
- A Rip in Heaven: A Memoir of Murder and Its Aftermath (2004)